# Julie Billiart

Julie Billiart

Maria Rosa Julie Billiart (* 12. Juli 1751 in Cuvilly, Picardie, Königreich Frankreich; † 8. April 1816 in Namur, Vereinigte Niederlande) ist die Gründerin des Ordensinstituts der Schwestern Unserer Lieben Frau von Namur.
Sie war eine Wegbereiterin auf dem Gebiet der Erziehung und dem Unterricht junger Mädchen im 19. Jahrhundert. 1906 wurde Julie Billiart von Papst Pius X. selig- und 1969 von Papst Paul VI. in Rom heiliggesprochen, ihr Gedenktag wird am 8. April begangen.

## Leben

### Kindheit und Jugend
Julie Billiart wuchs in Cuvilly als Nichte des örtlichen Grundschullehrers auf, lernte früh und schnell und gab ihr Wissen als didaktische Naturbegabung an die Kinder der Armen weiter, verbunden mit Unterweisung im Katechismus. Ab dem Alter von acht Jahren erfuhr sie Förderung durch einen Sorbonne-gebildeten Abbé und las mit Begeisterung geistliche Schriften. Durch gleichzeitige Krankenbesuche erwarb sie sich im Ort den Ruf einer kleinen „Heiligen“.
Sie erlebte als Heranwachsende den Tod zweier Geschwister und mit 16 die Verarmung der Familie durch Diebstahl. Deshalb nahm sie härteste Arbeiten auf sich, behielt aber die Gewohnheit des Katechismusunterrichts bei und stand in Kontakt mit den Karmelitinnen von Compiègne, die später als Märtyrinnen von Compiègne traurige Berühmtheit erlangten.

### Die Krankheit
Im Alter von 22 Jahren brach bei Julie (offenbar nach einem Schockerlebnis) Multiple Sklerose aus. Sie lebte von 1774 bis 1782 mit Schmerzen und Muskelschwäche, dann wurde sie für zwei Jahrzehnte bettlägerig und verlor zeitweise die Sprechfähigkeit. In diesem Zustand wuchs Julie, die mit 14 Jahren ein Keuschheitsgelübde abgelegt hatte, zur Mystikerin des Leidens heran, die von ihrem Krankenbett aus geistlichen Unterricht erteilte oder den zahlreichen Besuchern, oft aus höheren Ständen, Rat erteilte, eine Rolle, die an das Schicksal von Marthe Robin erinnert.

### Leben im Untergrund während der Revolution
Durch die Französische Revolution wurde ihr Leben vollends zur Leidenszeit. Im Moment der Zivilverfassung des Klerus, die in der katholischen Kirche Frankreichs eine Art Schisma zwischen den eidablegenden und den eidverweigernden Priestern und Religiosen schuf, schlug sich Julie (im Unterschied zur großen Mehrheit ihres Bistums) auf die Seite der Eidverweigerer. Sie musste sich mit Hilfe ihrer 16-jährigen Nichte Félicité im Schloss einer adeligen Familie verstecken und als sie dort vertrieben wurde, in Compiègne, wo sie fünfmal den Aufenthaltsort wechselte, und dies trotz ihrer Lähmung. In Compiègne erlebte sie die Schrecken der Revolution, namentlich im Juli 1794 das Martyrium der Karmelitinnen.
Während die Revolutionserlebnisse bei vielen Christen psychische Schäden verursachten, begegnete Julie den Drangsalen mit einer Mystik des Kreuzes, die sich so zusammenfassen lässt: Es gibt kein Leben ohne Kreuz. Das Leben ist Leiden und das Leiden ist Leben. Und das ist gut. Gott ist gut. « Ah! qu'il est bon, qu'il est bon le bon Dieu ! » (O wie gut ist der liebe Gott !).

### Begegnung mit  Françoise Blin de Bourdon
Im Oktober 1794 folgte sie einer adeligen Freundin (Madame Baudouin) nach Amiens. Dort kam es zu der Begegnung mit der ebenfalls adeligen Françoise Blin de Bourdon, Mademoiselle de Gézaincourt (1756–1838), die am Versailler Hof dem König vorgestellt worden war, benediktinische und ursulinische Schulen durchlaufen hatte, eine Zeit lang bei den Karmelitinnen in Compiègne gelebt hatte und die Sehnsucht nach einem kontemplativen Leben empfand. Alle weitere Entwicklung war, so wie sie sich gestaltete, nur möglich durch die Verbindung der beiden Frauen, Julie als dem geistlichen Motor und Françoise als der Freundin und Geldgeberin mit einem gesellschaftlichen Rang, der auch den Klerus beeindruckte.
Unter dem Druck der neuerlichen Verfolgung durch die Staatsorgane ab September 1797 wichen Julie, Félicité, Françoise und ihr geistlicher Betreuer Antoine Thomas von 1799 bis 1803 nach Bettencourt (heute: Bettencourt-Saint-Ouen) aus, und lebten dort ungestört. Julies Zustand besserte sich. Sie konnte frei sprechen und in einem Sessel sitzen. 

### Ordensgründung in Amiens
In Bettencourt kam es zu der Begegnung mit dem Jesuiten und Ordensgründer Joseph Varin (1769–1850), der in Amiens bereits Sophie Barat unterstützte, die spätere Gründerin der Gesellschaft vom Heiligen Herzen Jesu (Sacré-Cœur). Varin ermunterte Julie, nach Amiens zurückzukehren und eine Kongregation zu gründen. Die politischen Wirren des letzten Jahrzehnts hatten zahlreiche Waisenkinder hinterlassen, die dringend der Betreuung bedurften. So gründeten Julie, Françoise und eine weitere Gleichgesinnte (Catherine Duchâtel) am 2. Februar 1804 die Gemeinschaft „Schwestern Unserer Lieben Frau“, die sich rasch vergrößerte. Im Mai desselben Jahres erlangte Julie nach 22-jähriger Lähmung ihre Gehfähigkeit wieder. 1805 legten vier Schwestern ihre Gelübde ab und wählten Julie zur Oberin. Die ersten Filialgemeinschaften wurden in Sint-Niklaas, Bordeaux, Namur und Montdidier gegründet. Finanziell stand die Gemeinschaft dank des Vermögens von Françoise, der Unterstützung durch eine Freundin von Françoise, Jeanne de Croquoison, Witwe Franssu (auch Fransu, 1751–1824), die 1812 selbst eine Kongregation gründen sollte (Nativité de Notre Seigneur „Christi Geburt“ mit Barthélemy-Louis Enfantin, 1776–1855), und dank Julies ausgeprägtem Geschäftssinn untadelig da. Sie wurde 1806 von der Regierung genehmigt (1807 durch Napoleon bestätigt).

### Anfeindung in Amiens
Die Schwierigkeiten, die Julie nun überfielen und die sie mit zahlreichen Ordensgründerinnen des 19. Jahrhunderts teilte, ergaben sich aus dem Autoritätskampf zwischen einer frommen, aber selbstbewussten Oberin und Gründerin einerseits und den männlichen geistlichen Autoritäten (Bischof, geistlicher Leiter, Beichtvater) andererseits, die das priesterliche Monopol hatten und daraus eine Verfügungsgewalt ableiteten, die oft genug mit einer verbreiteten Form von Geringschätzung des Weiblichen verknüpft war. Bischof Claude-Jean-François de Mandolx (auch : Demandolx, 1744–1817) und der geistliche Leiter Louis-Etienne de Sambucy de Saint-Estève waren Julie nicht gewogen, machten ihr das Leben schwer und nutzten (durch Bevorzugung einer anderen Schwester oder durch enge Auslegung der Regel) jedes Mittel, um einen Keil in die Gemeinschaft zu treiben. Julie wurde mehrfach ab- und wieder eingesetzt, die nicht gefügigen unter den Schwestern wurden mit Sakramentenentzug bestraft und mit ewigen Höllenqualen bedroht.

### Umsiedlung nach Namur
In dieser Situation kam der Ausweg vom Bischof von Namur, Charles-François-Joseph Pisani de La Gaude (1743–1826), der Julie 1809 ein prächtiges Gebäude in Namur (heute in der Rue Julie Billiart) zur Verfügung stellte, in das sie das Mutterhaus verlegen konnte und in das nach und nach die meisten Amienser Schwestern umsiedelten. Julie verbrachte die folgenden Jahre mit der Visitation der immer zahlreicheren Gründungen, so dass sie ständig unterwegs war. Im Frühjahr 1813 besuchte sie in Fontainebleau Papst Pius VII. Als sie 1816 starb, wurde Françoise (Mutter St. Joseph Blin de Boudon) zur Nachfolgerin gewählt.

### Die Amersfoorter Schwestern
1822 wurde von dem Jesuiten Mathias Wolff (1779–1857) in Amersfoort in den Niederlanden eine Kongregation gegründet, deren erste Schwestern ihr Noviziat in Namur machten und sich dann in Amersfoort Schwestern von Jesus, Maria und Joseph (JMJ) nannten. Aus dieser Gemeinschaft ging durch Abspaltung die selbständige Kongregation der Schwestern Unserer Lieben Frau von Amersfoort hervor, die heute in den Niederlanden, Indonesien, Malawi, auf den Philippinen und in Malaysia wirken.

### Die Coesfelder Schwestern
1850 schickte das Amersfoorter Kloster drei Nonnen nach Coesfeld, um die dort im Geiste Bernard Overbergs karitativ wirkenden Frauen Hiligonde Wolbring (1828–1889, später Schwester Maria Aloysia) und Elisabeth Kühling (1822–1869, später Schwester Maria Ignatia), deren geistlicher Leiter Theodor Elting  (1819–1862) war, zu Nonnen auszubilden. 1852 legten sie die Profess ab. Der neue Ordenszweig der Schwestern Unserer Lieben Frau wuchs rasch an und bildete ab 1855 unter preußischem Druck eine von Amersfoort getrennte eigene Kongregation, die 1872 mehr als 200 Schwestern in 32 Niederlassungen zählte, 1873 von der Preußischen Regierung ausgewiesen wurde und in die Vereinigten Staaten ging, jedoch 1887 zurückkehren konnte und heute auf allen Kontinenten (außer Australien) vertreten ist. Das Generalat ist heute in Rom. Die deutschen Niederlassungen haben ihr Zentrum im Kloster Annenthal in Coesfeld.

### Die Namurer Schwestern
Die Namurer Schwestern gründeten 1840 eine Niederlassung in Cincinnati, die 1844 nach Oregon ging und von dort 1852 nach Kalifornien, wo sie erheblichen Aufschwung nahm. Auch dieser Zweig der Schwestern Unserer Lieben Frau ist heute auf mehreren Kontinenten präsent.

### Gedenkorte
In Cuvilly und Namur sind Straßen nach Julie Billiart benannt. In Ressons-sur-Matz trägt eine Pfarrei ihren Namen sowie in Aachen ein Gebäude des Vinzenz-Heims.